# Lamorne Morris
Lamorne Morris (Glen Ellyn, Illinois, 14 de agosto de 1983) es un actor y comediante estadounidense, reconocido por interpretar a Winston Bishop en la serie de televisión de Fox New Girl, por presentar el programa de Cartoon Network BrainRush y por interpretar el papel de Bling en la película de Steven Brill Sandy Wexler.

## Filmografía

### Cine
| Año  | Título                           | Papel             | Notas        |
| ---- | -------------------------------- | ----------------- | ------------ |
| 2002 | Urban Ground Squirrels           | David             | Voz          |
| 2009 | To Have & Have More              | Agente de Michael |              |
| 2012 | Belizean James: No Gold Anything | James             | Cortometraje |
| 2014 | Sex Ed                           | Bobby             |              |
| 2016 | Barbershop: The Next Cut         | Jerrod            |              |
| 2017 | Sandy Wexler                     | Bling             |              |
| 2018 | Game Night                       | Kevin Sterling    |              |
| 2018 | The Christmas Chronicles         | Mikey Jameson     |              |
| 2019 | Yesterday                        | Stephen           |              |
| 2020 | Bloodshot                        | Wilfred Wigans    |              |
| 2024 | Not Another Church Movie         | Monte Carlo       |              |

### Televisión
| Año       | Título                      | Papel                  | Notas                                                                         |
| --------- | --------------------------- | ---------------------- | ----------------------------------------------------------------------------- |
| 2010      | The Middle                  | Vendedor               | Episodio: "Royal Wedding"                                                     |
| 2011      | The Assistants              | Scott Smiley           | Telefilme                                                                     |
| 2011      | The Guild                   | Craven                 | Episodio: "Megagame-o-ramacon!"                                               |
| 2011–2018 | New Girl                    | Winston Bishop         | Reparto principal                                                             |
| 2013      | Drunk History               | Martin Luther King Jr. | Episodio: "Atlanta"                                                           |
| 2013      | Dear Secret Santa           | Jack                   | Telefilme                                                                     |
| 2014      | Kroll Show                  | Tony Bell              | Episodio: "Krolling Around with Nick Klown"                                   |
| 2015      | Lucas Bros. Moving Co.      | Karlton                | Episodio: "Nutopia"                                                           |
| 2017      | Star vs. the Forces of Evil | Grandmaster            | Episodio: "All Belts Are Off"                                                 |
| 2017      | SMILF                       | Larry                  | Episodio: "Run, Bridgette, Run or Forty-Eight Burnt Cupcakes & Graveyard Rum" |
| 2018      | Hell's Kitchen              | Él mismo               | Episodio: "All–Star Finale"                                                   |
| 2019      | Valley of the Boom          | Darrin Morris          |                                                                               |